# Општина Нушени (Бистрица-Насауд)
Нушени (рум. Nuşeni) општина је у Румунији у округу Бистрица-Насауд.
Oпштина се налази на надморској висини од 360 m.